# Tom Kristensen (Autor, 1893)
Aage Tom Kristensen (* 4. August 1893 in London, Vereinigtes Königreich; † 2. Juni 1974 auf Thurø, Svendborg, Dänemark) war ein dänischer Autor und Literaturkritiker.

## Biografie
Tom Kristensen wurde in London geboren und wuchs in Kopenhagen auf. Seine Kindheit wird in dem autobiographischen Roman Offenherziges Verschweigen (Aabenhjertige Fortielser, 1966) geschildert. Er wohnte von 1946 bis zu seinem Tod auf Thurø. Am bekanntesten ist er für seine Romane Roman einer Verwüstung (Hærværk, 1930), der auch 1977 verfilmt wurde, und Arabeske des Lebens (Livets Arabesk, 1921) und für die Gedichtsammlung Freibeuterträume (Fribytterdrømme, 1920). Roman einer Verwüstung wurde als Schlüsselroman rezipiert – oder, wie der Autor selbst es ausdrückte, „als ein ganzer Schlüsselbund“. Kristensen war zu Besuch bei Harald Bergstedt, als ihm geraten wurde, einen Roman über sein Trinkerleben in Kopenhagen zu schreiben. Seine Romane, Gedichte und Erzählungen unterlagen teilweise der literarischen Strömung des Expressionismus. Sein Schaffen wurde maßgeblich mit beeinflusst von Johannes V. Jensen, James Joyce, D.H. Lawrence, Ernest Hemingway und Sigmund Freud. Kristensens selbst wiederum war Vorbild für die Schriftsteller Klaus Rifbjerg, Thomas Boberg und Jakob Ejersbo.
Tom Kristensen unternahm 1922 eine Studienreise nach Asien, die ihn u. a. in die Republik China und das Japanische Kaiserreich führte. Teile seiner Gedichte, die von der Chinareise handeln, finden sich, vertont zu Bluesmusik von Peter Thorup, auf dem Album Reise nach China von 1978 (später auch CD).
Kristensen arbeitete viele Jahre als Literaturkritiker für die dänische Tageszeitung Politiken und lieferte einige der schönsten Gedichte seiner Karriere in Form von Gelegenheitsgedichten als Nachrufe. Beispielsweise Es ist Knut, der tot ist (Det er Knud, som er død) anlässlich des Todes des Polarforschers Knud Rasmussen 1933. Sein berühmter Roman Roman einer Verwüstung spielt in der Journalistenwelt Kopenhagens.
Von 1960 an war Tom Kristensen Stiftungsmitglied der neu gegründeten Dänischen Akademie und erhielt 1968 deren Großen Preis verliehen.
Tom Kristensen war vor allem bekannt für seine Gedichte und Romane. Aber er gab auch eine große Anzahl Novellen heraus. Mehrere davon befinden sich in der Novellensammlung Die Windrose (Vindrosen), die u. a. die bekannte expressionistische Novelle Das Unglück (Ulykken) enthält.
1997 erschien Gesammelte Gedichte (Samlede Digte) im dänischen Verlag Gyldendal. Das Buch enthält die Gedichte seiner neun Gedichtsammlungen.
Bekannte Gedichte sind: Freibeuter (Friybytter) und Vestergade (1924).

## Werke
- Absturz; aus dem Dänischen von Ulrich Sonnenberg; mit einem Nachwort von Sebastian Guggolz, Berlin : Guggolz, 2023 (Original: 1930: Hærværk), ISBN 978-3-945370-43-8

## Preise und Auszeichnungen (Auswahl)
- 1922: Carl Møllers Legat
- 1934: Drachmannlegatet
- 1945: Holbergmedaljen
- 1955: De Gyldne Laurbær
- 1956: Dansk Oversætterforbunds Ærespris
- 1960: Henrik Pontoppidans Mindefonds Legat
- 1968: Det Danske Akademis Store Pris
- 1970: Dansk Forfatterforenings H.C. Andersen Legat